# Шон Макбрайд
Шон Макбрайд (26.01.1904, Париж — 15.01.1988, Дублін) — політичний і громадський діяч Ірландії. За освітою юрист. Міністр закордонних справ Республіки Ірландія від партії Клан на Поблахті з 18 лютого 1948 по 13 червня 1951 року. Обіймав посади у численних міжнародних організаціях, один із засновників Міжнародної амністії. Нобелівська премія миру (1974, разом із колишнім прем'єр-міністром Японії Ейсаку Сато), Міжнародна Ленінська премія «За зміцнення миру між народами» (1976).

## Біографія
Народився і виріс у Парижі, його рідною мовою була французька. Його мати, Мод Гонн, була відомою актрисою та музою У. Б. Йєтса. Виїхав із Франції після того, як його батько - майор Джон Макбрайд, ветеран Англо-бурської війни та ірландський республіканський повстанець — був страчений після придушення Пасхального повстання (1916).

## Ірландська республіканська партія
Активний учасник боротьби за незалежність Ірландії. У 1919 році у 15-річному віці приєднався до Ірландських добровольців, які билися в лавах Ірландської республіканської армії (ІРА) під час Війни за незалежність Ірландії. Зазнавав переслідувань англійської влади, неодноразово полягав у в'язниці.
Виступивши проти англо-ірландського договору 1921 року, було укладено урядом Ірландської Вільної держави. Після звільнення у 1924 році зміг вступити на юридичний факультет Університетського коледжу Дубліна та повернутися до діяльності в лавах ІРА. Деякий час був особистим секретарем Імон де Валера і супроводжував того в подорожі до Риму. У 1920-х роках був одним із керівників ІРА, очолював її розвідку.
На свій 21-й день народження у січні 1925 року одружився з Каталіною Бальфін, що розділяла його політичні погляди. Наприкінці 1920-1940-х років займався журналістикою та юридичною практикою. Перед поверненням до Дубліна в 1927 році деякий час пропрацював журналістом у Парижі та Лондоні. Незабаром після прибуття був хибно звинувачений у причетності до вбивства віце-президента виконавчої ради та міністра юстиції Кевіна О'Хіггінса, проте зумів довести, що на той момент ще перебував на півдорозі до Ірландії, і залучити як свідка свого політичного опонента з юніон (Cumann na nGaedhael) Брайана Купера. Проте, як політично неблагонадійного його ув'язнили Маунтджой.
До кінця 1920-х, коли багато прихильників ІРА і Шинн Фейн перейшли в нову партію Фіанна Файл, багато членів, що залишилися, почали просувати більш ліву повістку. Коли армійська рада ІРА проголосувала проти цієї ідеї, Шон Макбрайд з однодумцями 1931 року запустили новий ліворадикальний рух — «Вільна Ірландія» (Saor Éire). Хоча воно не було озброєним, влада все одно заборонила його поряд з ІРА та десятком інших груп, а Макбрайд підпав під пильну увагу спецслужб. Він очолив штаб ІРА, коли 1936 року попередній начальник штабу Мосс Туомі був ув'язнений на 3 роки. У цей час організацію роздирали конкуруючі фракції та діячі; сам Макбрайд був незгодний із рішенням свого наступника Тома Баррі розпочати військову операцію проти британців.
Після ухвалення Конституції Ірландії в 1937 році Макбрайд, який відкинув терористичні методи боротьби, покинув ІРА, обравши діяльність адвоката і правозахисника, який неодноразово захищав ув'язнених республіканців і боровся проти негуманних умов ув'язнення.

### Політична діяльність. Клан на Поблахта
У 1947-1958 роках депутат ірландського парламенту від створеної ним у 1946 році республіканської партії Кланн на Поблахта («Сім'я/Діти республіки») — лівоцентристського відколу від Шінн Фейн, за допомогою якого він розраховував витіснити домінуючу в ірландській партії. Вперше був обраний Дойл Ерен на довиборах у жовтні 1947 року, ставши одним із двох перших депутатів від нової партії.
Його зусиллями було скасовано Акт про зовнішні зносини 1936, згідно з яким король Георг VI, проголошений королем Ірландії, виконував дипломатичні функції глави держави. Активно домагався виходу країни з Британської Співдружності та закріплення незалежного республіканського статусу, що було здійснено у 1949 році. 
У 1948-1951 роках міністр закордонних справ у першому міжпартійному кабінеті Республіки Ірландія під керівництвом Джона А. Костелло. Цей уряд був вкрай різнорідним, спираючись на коаліцію, що включала правішу Фіне Гел і лівіші Клан на Поблахта, Клан на Талмхан, Лейбористську партію і Національну лейбористську партію, що відкололася від неї, а також деяких незалежних депутатів.
За Макбрайда в 1949 році Ірландія стала членом Організації європейського економічного співробітництва та Ради Європи як співзасновник; він був віце-президентом ОЄЕС з 1948 по 1951 рік та головою Ради міністрів закордонних справ Ради Європи у 1950 році. Як міністр брав участь у розробці Європейської конвенції про захист прав людини та основних свобод, підписаної в Римі 4 листопада 1950 року, і добився невходження Ірландії до НАТО, відхиливши відповідну пропозицію на тій підставі, що це означатиме, що республіка визнає належність Північної Ірландії до Сполучене королівство.
Однак коли його соратник по партії та колега за урядом доктор Ноель Браун, який досягнув значних успіхів у викоріненні туберкульозу і домагався створення загальної системи охорони здоров'я, вступив у конфлікт з католицькими єпископами з приводу запропонованої ним програми «Матері та дитини» (метою якої було забезпечення державою безкоштовно медичного обслуговування для всіх вагітних жінок та дітей віком до 16 років), Шон Макбрайд зажадав від нього подати у відставку з посади міністра охорони здоров'я. У результаті уряд Костелло розпалося, а представництво Кланн на Поблахта на наступних виборах 1951 скоротилося до двох місць — багато прихильників партії вважали, що Макбрайд як партійний лідер зрадив доктора Брауна. Виступаючи проти інтернування бійців ІРА під час проведення операції «Жнива», Макбрайд брав участь у виборах 1957 і 1961 років, але до парламенту обраний вже не був.

### У міжнародних організаціях
З 1960-х повністю переніс свою діяльність у міжнародну площину. Обіймав відповідальні пости у численних міжнародних організаціях, включаючи ООН, Раду Європи та Міжнародну амністію. Віце-президент Організації економічного співробітництва та розвитку.
Один із засновників (поряд з Пітером Бененсоном) Міжнародної амністії, її міжнародний голова, який до 1974 року відвідав безліч країн з метою звільнення в'язнів совісті. Член групи юристів, які заснували організацію JUSTICE — спочатку для моніторингу політичних процесів проти учасників Угорського повстання 1956 року після його придушення, але потім британської секції Міжнародної комісії юристів. У 1963-1971 роках голова (генеральний секретар) Міжнародної комісії юристів.
Автор Статуту Організації африканської єдності та першої конституції першої африканської країни, яка здобула незалежність — Гани (при Квамі Нкрумі). 
З 1973 до 1977 року верховний комісар ООН з Намібії, яка на той момент була окупована ПАР. Пам'ять про його батька як командувача добровольчої Ірландської трансваальської бригади, що билася на боці бурів у Англо-бурській війні, надала йому унікальний доступ до уряду Південної Африки. 
У 1985 році звинуватив країни НАТО у наданні ПАР усієї необхідної допомоги для створення військової ядерної промисловості. Зробив свій внесок у кампанію міжнародного тиску та санкцій ООН проти південноафриканського режиму апартеїду, завдяки якому врешті-решт вдалося домогтися незалежності Намібії у 1990 році.
Голова виконавчого комітету (1968-1974) та президент (1974-1985) Міжнародного бюро миру в Женеві. Брав активну участь у підготовці та роботі Всесвітнього конгресу (1973, виступив його віце-президентом) і Всесвітнього форуму миролюбних сил у Москві (1977). 
У 1980-х роках ініціював звернення юристів проти ядерної війни. 1982 року очолював комісію з розгляду можливих порушень міжнародного права Ізраїлем під час його військової операції 1982 року в Лівані.
Очолював Міжнародну комісію ЮНЕСКО, яка підготувала до 1980 року доповідь з проблем інформації у світі під назвою «Багато голосів, один світ». Вказував на проблему концентрації та комерціалізації медіа, доповідь Макбрайда закликала до демократизації ЗМІ, подолання нерівності та забезпечення нового, більш справедливого міжнародного інформаційного та комунікаційного порядку. Хоча доповідь знайшла велику міжнародну підтримку, США та Великобританія засудили її та залишили ЮНЕСКО.
У 1984 році виступив із планом («Принципи Макбрайду») припинення в Північній Ірландії дискримінації католиків при прийомі на роботу, підтриманим Шинн Фейн та Сполученими Штатами, але відкинутим британським та ірландським урядами.
Помер у Дубліні 15 січня 1988 року, за 11 днів до свого 84-го дня народження. Похований на цвинтарі Гласневін в одній могилі з матір'ю.